# It's My Life (bài hát của Bon Jovi)
"It's My Life" là một bài hát của ban nhạc người Mỹ Bon Jovi nằm trong album phòng thu thứ bảy của họ, Crush (2000). Nó được phát hành vào ngày 23 tháng 5 năm 2000 như là đĩa đơn đầu tiên trích từ album bởi Island Records. Bài hát được đồng viết lời và sản xuất bởi hai thành viên của nhóm Jon Bon Jovi và Richie Sambora với Max Martin, bên cạnh sự tham gia đồng sản xuất bởi Luke Ebbin. "It's My Life" là một bản pop rock mang nội dung đề cập đến một người đàn ông khẳng định lập trường của bản thân về việc sống một cuộc sống là chính mình, trong đó ông thể hiện mong muốn có được lòng can đảm từ những cá nhân như Frank Sinatra, người luôn muốn làm mọi thứ theo cách riêng của mình. Ngoài ra, nó còn kết hợp một số đặc trưng trong những tác phẩm trước của Bon Jovi, như việc sử dụng hộp đàm thoại của Sambora và đề cập đến Tommy và Gina, một cặp vợ chồng hư cấu thuộc tầng lớp lao động từng xuất hiện trong đĩa đơn năm 1986 của họ "Livin' on a Prayer".
Sau khi phát hành, "It's My Life" nhận được những phản ứng tích cực từ các nhà phê bình âm nhạc, trong đó họ đánh giá cao thông điệp bài hát, quá trình sản xuất cũng như nỗ lực cách tân âm nhạc của Bon Jovi để tiếp cận đến nhiều đối tượng người nghe mới. Ngoài ra, nó còn gặt hái nhiều giải thưởng và đề cử tại những lễ trao giải lớn, bao gồm một đề cử giải Grammy cho Trình diễn song tấu hoặc nhóm nhạc giọng rock xuất sắc nhất tại lễ trao giải thường niên lần thứ 43. "It's My Life" cũng tiếp nhận những thành công vượt trội về mặt thương mại, đứng đầu các bảng xếp hạng ở Áo, Ý, Hà Lan, Tây Ban Nha và Thụy Sĩ, đồng thời lọt vào top 10 ở hầu hết những quốc gia nó xuất hiện, bao gồm vươn đến top 5 ở những thị trường lớn như Úc, Đức, Ireland, Na Uy, Thụy Điển và Vương quốc Anh. Tại Hoa Kỳ, nó đạt vị trí thứ 33 trên bảng xếp hạng Billboard Hot 100, trở thành đĩa đơn thứ 14 trong sự nghiệp của nhóm vươn đến top 40 tại đây.
Video ca nhạc cho "It's My Life" được đạo diễn bởi Wayne Isham, trong đó bao gồm những cảnh Bon Jovi hát dưới một đường hầm với đám đông người hâm mộ xung quanh. Nó đã chiến thắng một hạng mục tại giải thưởng Âm nhạc My VH1 năm 2000 cho Video của năm. Để quảng bá bài hát, nhóm đã trình diễn "It's My Life" trên nhiều chương trình truyền hình và lễ trao giải lớn, bao gồm CD:UK, Late Night with David Letterman, Saturday Night Live, Top of the Pops và Wetten, dass..?, cũng như trong nhiều chuyến lưu diễn của họ. Kể từ khi phát hành, nó đã được hát lại và sử dụng làm nhạc mẫu bởi nhiều nghệ sĩ, như Paul Anka, Eric Burdon, Neil Cicierega và dàn diễn viên của Glee, cũng như xuất hiện trong nhiều album tuyển tập của Bon Jovi, bao gồm Tokyo Road: Best of Bon Jovi (2001), This Left Feels Right (2003) và Greatest Hits (2010). Tính đến nay, "It's My Life" đã bán được hơn 6 triệu bản trên toàn cầu, trở thành một trong những đĩa đơn bán chạy nhất mọi thời đại.

## Danh sách bài hát
| Đĩa CD tại châu Âu 1. "It's My Life" — 3:46 2. "Hush" (bản demo) — 3:48 3. "You Can't Lose at Love" (bản demo) — 4:44 4. "Someday I'll Be Saturday Night" (video trực tiếp) — 6:50 Đĩa CD maxi tại châu Âu 1. "It's My Life" — 3:46 2. "Temptation" (bản demo) — 3:48 3. "I Don't Want to Live Forever" (bản demo) — 4:43 4. "Livin' on a Prayer" (trực tiếp) — 4:25 | Đĩa CD tại Anh quốc #1 1. "It's My Life" — 3:46 2. "Hush" (bản demo) — 3:48 3. "You Can't Lose at Love" (bản demo) — 4:44 Đĩa CD tại Anh quốc #2 1. "It's My Life" (Dave Bascombe Mix) — 3:44 2. "Temptation" (bản demo) — 3:48 3. "I Don't Want to Live Forever" (bản demo) — 4:27 4. "It's My Life" (video ca nhạc) — 4:27 |

## Xếp hạng
| Bảng xếp hạng (2000-01)              | Vị trí cao nhất |
| ------------------------------------ | --------------- |
| Úc (ARIA)                            | 5               |
| Áo (Ö3 Austria Top 40)               | 1               |
| Bỉ (Ultratop 50 Flanders)            | 1               |
| Bỉ (Ultratop 50 Wallonia)            | 6               |
| Canada (RPM)                         | 20              |
| Canada Adult Contemporary (RPM)      | 38              |
| Canada Rock/Alternative (RPM)        | 11              |
| Châu Âu (European Hot 100 Singles)   | 1               |
| Phần Lan (Suomen virallinen lista)   | 6               |
| Pháp (SNEP)                          | 14              |
| Đức (Official German Charts)         | 2               |
| Ireland (IRMA)                       | 5               |
| Ý (FIMI)                             | 1               |
| Hà Lan (Dutch Top 40)                | 1               |
| Hà Lan (Single Top 100)              | 1               |
| Na Uy (VG-lista)                     | 3               |
| Ba Lan (Polish Singles Chart)        | 2               |
| Bồ Đào Nha (AFP)                     | 1               |
| Rumani (Romanian Top 100)            | 1               |
| Scotland (OCC)                       | 3               |
| Tây Ban Nha (PROMUSICAE)             | 1               |
| Thụy Điển (Sverigetopplistan)        | 2               |
| Thụy Sĩ (Schweizer Hitparade)        | 1               |
| Anh Quốc (OCC)                       | 3               |
| Hoa Kỳ Billboard Hot 100             | 33              |
| Hoa Kỳ Adult Pop Airplay (Billboard) | 11              |
| Hoa Kỳ Latin Pop Songs (Billboard)   | 40              |
| Hoa Kỳ Pop Airplay (Billboard)       | 14              |
| Bảng xếp hạng (2011)                 | Vị trí cao nhất |
| Hungary (Single Top 40)              | 6               |

| Bảng xếp hạng (2000)                 | Vị trí |
| ------------------------------------ | ------ |
| Australia (ARIA)                     | 24     |
| Austria (Ö3 Austria Top 40)          | 2      |
| Belgium (Ultratop 50 Flanders)       | 8      |
| Belgium (Ultratop 50 Wallonia)       | 19     |
| Denmark (Tracklisten)                | 5      |
| Europe (Eurochart Hot 100 Singles)   | 5      |
| Finland (Suomen virallinen lista)    | 42     |
| France (SNEP)                        | 29     |
| Germany (Official German Charts)     | 5      |
| Iceland (Íslenski Listinn Topp 40)   | 58     |
| Italy (Hit Parade)                   | 3      |
| Japan (Tokyo Hot 100)                | 6      |
| Netherlands (Dutch Top 40)           | 17     |
| Netherlands (Single Top 100)         | 12     |
| Norway Spring Period (VG-lista)      | 4      |
| Romania (Romanian Top 100)           | 4      |
| Sweden (Sverigetopplistan)           | 5      |
| Switzerland (Schweizer Hitparade)    | 3      |
| UK Singles (Official Charts Company) | 52     |
| US Adult Top 40 (Billboard)          | 45     |
| US Pop Songs (Billboard)             | 46     |

| Bảng xếp hạng (2000-09)          | Vị trí |
| -------------------------------- | ------ |
| Austria (Ö3 Austria Top 40)      | 32     |
| Germany (Official German Charts) | 53     |
| Netherlands (Single Top 100)     | 62     |

## Chứng nhận
| Quốc gia                                                                           | Chứng nhận  | Số đơn vị/doanh số chứng nhận |
| ---------------------------------------------------------------------------------- | ----------- | ----------------------------- |
| Úc (ARIA)                                                                          | Bạch kim    | 70.000^                       |
| Áo (IFPI Áo)                                                                       | Bạch kim    | 50.000*                       |
| Bỉ (BEA)                                                                           | Bạch kim    | 50.000*                       |
| Đan Mạch (IFPI Đan Mạch)                                                           | Vàng        | 15.000^                       |
| Pháp (SNEP)                                                                        | Vàng        | 250.000*                      |
| Đức (BVMI)                                                                         | Bạch kim    | 500.000^                      |
| Ý (FIMI)                                                                           | Bạch kim    | 50.000*                       |
| Hà Lan (NVPI)                                                                      | Vàng        | 40.000^                       |
| Thụy Điển (GLF)                                                                    | Bạch kim    | 30.000^                       |
| Thụy Sĩ (IFPI)                                                                     | Bạch kim    | 50.000^                       |
| Anh Quốc (BPI)                                                                     | Bạch kim    | 600.000^                      |
| Hoa Kỳ (RIAA)                                                                      | 2× Bạch kim | 2.000.000‡                    |
| * Chứng nhận dựa theo doanh số tiêu thụ. ^ Chứng nhận dựa theo doanh số nhập hàng. |             |                               |